# Horní Nemojov
Horní Nemojov (německy Ober Nemaus) je část obce Nemojov v okrese Trutnov. Prochází zde silnice II/299. V roce 2014 zde bylo evidováno 33 adres. V roce 2001 zde trvale žilo 24 obyvatel.
Horní Nemojov je také název katastrálního území o rozloze 1 km2.